# Lijst van beelden in Eemsdelta
Dit is een lijst van beelden in Eemsdelta.
Onder een beeld wordt hier verstaan elk driedimensionaal kunstwerk in de openbare ruimte van de Nederlandse gemeente Eemsdelta, waarbij beeld wordt gebruikt als verzamelbegrip voor sculpturen, standbeelden, installaties, gedenktekens en overige beeldhouwwerken. 
De gemeente ontstond op 1 januari 2021 na een fusie van de gemeenten Appingedam, Delfzijl en Loppersum

## Appingedam
Zie de Lijst van beelden in Appingedam voor een overzicht

## Delfzijl
Zie de Lijst van beelden in Delfzijl voor een overzicht

## Loppersum
Zie de Lijst van beelden in Loppersum voor en ovezicht